# Чёрный легион (фильм)
«Чёрный легион» (англ. Black Legion) — американский криминальный фильм режиссёра Арчи Майо, который вышел на экраны в 1937 году.
Сюжет фильма основан на реальной истории похищения и убийства сотрудника Управления общественных работ США Чарльза А. Пула в мае 1935 года в штате Мичиган. Картина рассказывает о рабочем Фрэнке Тейлоре (Хамфри Богарт), который под давлением жизненных проблем начинает симпатизировать идеям превосходства белых американцев над иммигрантами, а затем вступает в ксенофобскую организацию «Чёрный легион», которая в то время широко распространила свою деятельность на Среднем Западе США. В конце концов, Фрэнк убивает своего бывшего друга и коллегу, который пытался остановить его, но в суде признаёт свою вину и разоблачает других членов преступной организации.
В 1936 году по материалам того же дела студия Columbia Pictures уже сделала фильм «Легион ужаса».
После выхода фильма он получил восторженные отклики критики за редкую для кинематографа остроту постановки проблемы национальной и расовой ненависти, также высоко была оценена игра Богарта в главной роли.
В 1937 году Национальный совет кинокритиков включил картину в десятку лучших фильмов 1937 года, а Богарта назвал лучшим актёром. В 1938 году Роберт Лорд был удостоен номинации на Оскар за лучшую историю.

## Сюжет
В одном из городов на Среднем Западе, в цехе машиностроительного завода слесарь Фрэнк Тэйлор (Хамфри Богарт) и его коллега, сосед и друг Эд Джексон (Дик Форан) встречают своего бригадира Томми Джонса (Джон Лител), который сообщает, что скоро пойдёт на повышение. Большинство рабочих считает, что новым бригадиром назначат Фрэнка. По возвращении домой Фрэнк сообщает новость о предстоящем назначении жене Рут (Эрин О’Брайен-Мур), после чего они вместе с сыном Бадди празднуют предстоящее событие и строят планы — благодаря прибавке к зарплате они смогут сделать в доме ремонт и купить новую машину. Эд возвращается домой, где его встречает мама, а также дочь его коллеги Бетти Гроган (Энн Шеридан), которая влюблена в Эда. Во время ужина Эду звонит Перл Дэнверс (Хелен Флинт), женщина свободных нравов, с которой он выпивал вчера вечером, и предлагает встретиться вновь, однако Эд отказывается. На следующее утро Фрэнк направляется, чтобы выбрать себе новый автомобиль, а по прибытии на работу видит, что рабочие цеха поздравляют Джо Домбровски (Генри Брэндон) с назначением на должность бригадира, поскольку тот, несмотря на молодой возраст, за последнее время внёс несколько ценных рационализаторских предложений. После работы Эд и Бетти приглашают Фрэнка и Рут сходить вместе в кино, однако подавленный Фрэнк отказывается выходить из дома. После их ухода Фрэнк слушает по радио программу, в которой говорится о том, что иностранцы крадут рабочие места у настоящих американцев. Тем же вечером в кафе после кино Эд встречает Перл, заявляя, что больше не будет с ней встречаться, и некоторое время спустя делает предложение Бетти. На следующий день на работе Фрэнк с ненавистью смотрит на Джо и не может работать. Это замечает Клифф Саммерс (Джо Сойер), который приглашает Фрэнка на собрание группы людей, которые выступают против засилья иностранцев. По адресу, данному Клиффом, Фрэнк приходит в аптечный магазин Осгуда (Чарльз Холтон). Хозяин магазина проводит его в подсобное помещение, где проходит собрание организации, которая именует себя «Чёрный легион». На собрании выступает глава группы со словами, что иностранцы хотят поработить истинных американцев, и чтобы защитить себя, необходимо огнём и мечом вычистить страну от иностранцев. После собрания Фрэнк заполняет бланк и платит за специальную форму и за оружие, которое должен иметь каждый член организации. Вскоре на ночном собрании в лесу одетые в длинные плащи с капюшонами члены организации ставят Фрэнка на колени, и он произносит клятву верности организации, за нарушение которой грозит смерть. Фрэнк получает форму и оружие, после чего дома наслаждается перед зеркалом своим видом с револьвером в руке. Рут не может понять, зачем Фрэнк потратил деньги на покупку оружия, в котором для них нет необходимости. Вечером Фрэнк получает по телефону вызов на встречу, и, и ссылаясь на проблемы со страховкой, уходит из дома. В гараже он переодевается в форму «Чёрного легиона», а затем на машине выезжает на встречу. Среди ночи несколько машин направляются на куриную ферму Домбровски, где им открывает дверь пожилой хозяин фермы (Эгон Бречер). Члены легиона врываются в дом, и, обзывая Джо и его отца вонючими иностранцами, избивают и связывают их, затем поджигают ферму и дом, а обоих Домбровски сажают на поезд и отправляют из города, угрожая убить их, если те вернутся назад. После акции счастливый Фрэнк напивается в пивной с Клиффом, возвращаясь домой в 4 часа утра, где его ожидает обеспокоенная Рут. Вскоре Фрэнка назначают бригадиром, и он тут же покупает новый автомобиль, а также пылесос жене и бейсбольную биту сыну. Фрэнк предлагает Эду вступить в «Чёрный легион», однако тот отказывается, говоря, что сейчас его волнует только предстоящий брак с Бетти. По ночам члены легиона продолжают проводить свои акции, вымогая деньги у мелких торговцев, владельцев аптек и магазинчиков, а также устраивая погромы и пожары у тех, кто отказывается платить. Тем временем в люксе фешенебельной гостиницы тайные боссы «Чёрного легиона» обсуждают, как можно было бы выжать из организации побольше денег, решая поручить каждому из членов завербовать ещё по два новых человека. В цехе Фрэнк вместо исполнения своих производственных обязанностей агитирует недавно прибывшего рабочего вступить в «Чёрный легион». Пока рабочий выслушивал речи Фрэнка, его станок вышел из-под управления и уничтожил несколько дорогостоящих заготовок. За это упущение Томми, который стал начальником цеха, делает Фрэнку выговор, а вскоре на место Фрэнка назначают опытного рабочего Майка Грогана (Клиффорд Соубер). Той же ночью молодчики из «Чёрного легиона» нападают на дом Грогана, отвозят его в лес, и привязав к дереву, жестоко избивают палками. Дома Эд и Рут, обсуждая странное поведение Фрэнка, обращают внимание, что в ночь рейдов к Домбровски и Грогану тот очень поздно возвращался домой. Вскоре, когда Рут пытается выяснить у Фрэнка, что с ним происходит, он зло бьёт её по лицу, после чего Рут вместе с сыном уезжает жить к своему отцу. После ухода жены Фрэнк начинает проводить почти всё время в пивной, и Клифф делает ему выговор за то, что тот отдалился от организации. В пивной Фрэнк знакомится с Перл, и они начинают выпивать у него дома. Их пьяные загулы слышат соседи. Не выдержав, Эд приходит к Фрэнку домой, берёт на руки Перл, выносит из дома и выбрасывает на улицу, а затем пытается образумить Фрэнка. Однако тот отвечает, что с Эдом может произойти то же, что и с Домбровски, так как нельзя поднимать руку на члена «Чёрного легиона». Затем Фрэнк говорит, что его самого тоже убьют, если он нарушит клятву. Эд требует, чтобы Фрэнк взял себя в руки и вернул домой Рут, в противном случае угрожая обратиться в полицию. После ухода Эда Фрэнк звонит Клиффу, рассказывая ему обо всём. Тот собирает членов легиона, которые похищают Эда, избивают его и вывозят в лес. Выходя из машины, Эд разбрасывает двух держащих его людей и убегает в лес, однако Фрэнк стреляет ему в спину, убивая наповал. Когда члены легиона в панике быстро разъезжаются, Фрэнк подходит к убитому другу со словами, что не хотел в него стрелять, после чего снимает с себя униформу легиона и убегает в лес. Когда Фрэнк добирается до ближайшего кафе, по радио уже сообщено о том, что в лесу поблизости найден труп застреленного мужчины. Двое полицейских в кафе обращают внимание на странное поведение Фрэнка, обнаруживают у него орудие убийства, после чего доставляют в участок. После обнаружения в лесу формы Фрэнка газеты связывают убийство с деятельностью «Чёрного легиона». Узнав об аресте мужа, Рут приезжает в тюрьму, чтобы поддержать его, где он становится перед ней на колени, обнимает её и рыдает. Затем под видом адвоката к Фрэнку приходит представитель легиона мистер Браун, который, угрожая здоровьем Рут и сына Бадди, настаивает на том, чтобы Фрэнк придерживался версии, что «Чёрный легион» не имеет к этому убийству никакого отношения, а Фрэнк убил Эда в порядке самообороны. На суде в качестве свидетельницы вызывается Перл, которая утверждает, что Эд предлагал ей жениться, однако она отказалась, так как он бьёт женщин. Однако когда ей сделал предложение Фрэнк, Эд вышел из себя. В лесу он остановил машину, где она была вместе с Фрэнком, и, угрожая оружием, заставил их выйти. Фрэнк пытался его успокоить и схватил за оружие, однако Эд начал стрелять, сделав четыре выстрела. Увидев, что Эд убит, Фрэнк от страха убежал, а она сама уехала на автомобиле. Следующим даёт показания Фрэнк, который начинает с того, что его жена прекрасный, но слишком честолюбивый человек. Когда он был бригадиром, всё у него дома было хорошо, но когда его уволили, жена ушла, после чего Фрэнк стал встречаться с Перл. В этот момент Фрэнк не выдерживает и заявляет, что с Перл у него не было никакой любви. «Чёрный легион» заставил его так сказать, угрожая здоровьем жены и сына. Фрэнк сознаётся, что убил Эда потому, что тот знал о легионе слишком много, и собирался рассказать об этом в полиции. После этого Фрэнк поимённо называет известных ему членов легиона, многие из которых присутствуют в зале во время слушаний. На основании показаний Фрэнка по обвинению в убийстве арестовывают всю банду, приговаривая ключевых её членов к пожизненному заключению. Когда после оглашения приговора Фрэнка уводят вместе с остальными осуждёнными, Рут с грустью смотрит, как за ним закрывается дверь.

## В ролях
- Хамфри Богарт — Фрэнк Тейлор
- Дик Форан — Эд Джексон
- Эрин О’Брайен-Мур — Рут Тейлор
- Энн Шеридан — Бетти Гроган
- Хелен Флинт — Пёрл Дэвис (Дэнверс)
- Джо Сойер — Клифф Мур (Саммерс)
- Джон Лител — Томми Смит (Джонс)
- Клиффорд Соубер — Майк Гроган
- Дороти Воэн — миссис Гроган
- Генри Брэндон — Джо Домбровски
- Чарльз Холтон — Осгуд
- Пол Харви — Биллингс
- Дики Джонс — Бадди Тэйлор
- Сэмьюэл С. Хайндс — судья
- Эдисон Ричардс — прокурор
- Алонсо Прайс — Эльф Харгрейв
- Эдди Экафф — Меткалф
- Пэт Си. Флик — Ник Стрампэс
- Фрэнсис Сэйлс — Чарли
- Пол Стэнтон — Барэм
- Гарри Хэйден — Джонс
- Эгон Бречер — старик Домбровски

## История, положенная в основу фильма
Как отмечено во многих источниках, история, положенная в основу этого фильма, основана на реальном случае убийства в Мичигане в мае 1935 года сотрудника Управления общественных работ Чарльза Пула членом организации «Чёрный легион» Дэйтоном Дином. В суде Дин сознался в убийстве и подробно рассказал о деятельности «Чёрного легиона» и о его членах, что привело к многочисленным арестам и приговорам, в том числе, в среде видных региональных политиков.
Как написал историк кино Пол Татара, «на протяжении 1937 года организация „Чёрный легион“, выступавшая с позиций белого превосходства, не сходила с заголовков газет, и отвратительная история этой организации включает всё — от похищений до линчеваний и убийств, а также другие жестокие преступления». Киновед Майкл Костелло отметил, что «как и многие другие группы, возникшие в отчаянных условиях жизни в период Великой депрессии, „Чёрный легион“ строился на идеях расизма и ксенофобии, и подобно мафии сочетал тактику физического устранения своих противников с многоуровневым маркетингом, зарабатывая на продаже атрибутики своим членам». По словам Татары, «вместо того, чтобы связываться с политиками верхнего эшелона, „Чёрный легион“ просто торговал оружием и обманным путём получал деньги со своих членов, но многое из того, что показано в картине, довольно точно соответствует действительности». В частности, «клятва при вступлении в легион передана дословно, а последний эпизод в суде является воспроизведением признания, которое сделал реальный человек, по которому создавался образ Богарта».
В 1936 году кинокомпания Columbia первой сделала фильм об этом убийстве под названием «Легион террора».

## История создания фильма
Как отмечает Татара, «кинокомпания Warner Bros. была знаменита своими фильмами, „взятыми из газетных заголовков“, и „Чёрный легион“ был одним из наиболее значимых примеров способности студии ковать железо пока горячо». Как отмечено на сайте Американского института киноискусства, студия Warner Bros. направила в Детройт на несколько недель своего представителя, чтобы он наблюдал за процессом над «Чёрным легионом» и подготовил возможные ходы для развития истории, которые могли бы быть введены в картину.
Историю написал Роберт Лорд, который был одновременно продюсером картины. По словам Татары, «студия понимала, что напрашивается на неприятности, выпуская этот фильм. В то время суды США расширили диапазон того, что можно рассматривать как клевета», и потому у Warner Bros. ничего не оставалось, как ослабить демонстрацию некоторых подробностей деятельности легиона. Исполнительный продюсер Хэл Уоллис предложил на главную роль Эдварда Г. Робинсона, но продюсер Роберт Лорд выступил против на том основании, что Робинсон имел слишком «иностранную» внешность. Он считал, что «на эту роль им нужен отчётливо выраженный американец».
Хотя в титрах имя персонажа Хелен Флинт указано как «Пёрл Дэвис», однако в фильме и некоторых рецензиях её называют «Дэнверс». В титрах и современных рецензиях персонажа Джозефа Сойера зовут «Клифф Мур», в то время, как в фильме его зовут «Клифф Саммерс».
Натурные сцены снимались на тогдашнем киноранчо студии Warner Bros в Калабасасе, и на киноранчо Universal в Юнивёрсал-сити, Калифорния. Дома Тэйлора и Грогана были реальными домами в лос-анджелесском районе Голливуд.
Студия Warner Bros. обратилась к компании Time Inc. с просьбой разрешить использовать название популярной радиопрограммы «Марш времени» и хорошо знакомую музыку этой передачи в эпизоде, где по радио рассказывается о «Чёрном легионе». Однако согласия получено не было, и студия сделала похожую музыку и тип программы, но ни название, ни музыка «Марша времени» использованы не были.
2-3 декабря 1936 года, уже через два месяца после завершения основных съёмок режиссёр Майкл Кёртис получил указание поставить дополнительные сцены. Две из них были включены в окончательную версию фильма — сцена в гостинице, где глава «Чёрного легиона» обсуждает финансовые планы организации, и сцена, в который адвокат просит судью освободить его от обязанности защищать Фрэнка Тэйлора.
В целом фильм обошёлся в 235 тысяч долларов.
Согласно информации «Голливуд Репортер», в начале февраля 1937 года Ку-Клукс-Клан предъявил иск компании Warner Bros. за нарушение патентного права, так как та якобы использовала в фильме запатентованную символику Клана в форме белого креста на красном фоне с чёрным квадратом. Однако, к счастью для студии, в апреле 1938 года судья закрыл дело.

## Оценка фильма критикой
После выхода картины на экраны кинокритик Фрэнк С. Ньюджент в «Нью-Йорк Таймс» дал ей чрезвычайно высокую оценку, отметив, что ему «приятно было обнаружить, что экран ещё не утерял свою мощь негодования». По словам критика, «„Чёрный легион“ — это актуальное кино в своем наилучшем проявлении — безжалостное, прямое и бескомпромиссное. Под покровом вымышленной истории скрывается квази-документальный рассказ о развитии и деятельности организации в капюшонах, которая терроризировала Средний Запад в 1935-36 годах, маскируя свою трусость, фанатизм, эгоизм, тупость и жестокость под мантией „100-процентного американизма“. Это неприятная картина, которая, конечно, никому не польстит». Как пишет далее Ньюджент, фильм рассказывает «незабываемые и ужасные вещи о „Чёрном легионе“ — это действительно происходило здесь! Тысячи славных граждан Среднего Запада действительно принимали клятву „именем Бога и дьявола истреблять анархистов, коммунистов, римских иерархов и их пособников“. Они действительно надевали свои детские облачения с символикой в виде черепа и костей, они действительно проводили свои тайные сборы и выбирали своих жертв. И дома поджигались, и магазины уничтожались, и людей пороли и линчевали. Смотреть картину мучительно и дешераздирающе больно, но при этом это полезно». По мнению критика «режиссёрская работа, сценарий и актёрская игра в фильме также сильны, как и его тема. Хамфри Богарт, который играет фабричного рабочего, вступившего в „Чёрный легион“, который в конце концов убивает своего друга, это не просто актёр, играющий роль. Он один из тех парней из Мичигана, о которых мы читаем. Фрэнк Тейлор в исполнении Богарта — это полностью законченный образ. Типичный американский рабочий, гордый за свою жену и сыну, который собирается купить новую машину и получить продвижение на должность бригадира». И когда он «теряет своё продвижение по службе „иностранцу“, он созревает для глупой болтовни об „американизме“, вступает в легион, занимаясь в его рядах беспределом, и наконец, становится убийцей. Богарт справился с этой трудной задачей безошибочно». Ньюджент далее пишет, что «едва ли менее впечатляюща трагическая игра Эрин О’Брайен-Мур в роли его жены, и отличные работы Дика Форэна, Хелен Флинт, Энн Шеридан, Клиффорда Соубера, Джона Литела и многих других. Постановка Арчи Майо настолько откровенна и решительна, насколько только можно пожелать, а сценарий Лорда, Финкела и Хейнса страстный, неистовый и хорошо продуманный и надлежащим образом лаконичный».
Современный киновед Деннис Шварц назвал картину «захватывающей социальной драмой, которая основана на газетных заголовках своего времени. Фильм оставляет зрителю искреннее и убедительное моральное послание в отношении национальной нетерпимости, которое актуально и сегодня». По мнению критика, Абем Финкел и Уильям Вистер написали «напряжённый сценарий», а «режиссёр Арчи Майо хорошо справляется с поддержанием реализма истории». Шварц также отмечает хорошую актёрскую игру, особенно выделяя Богарта. По его словам, «это одна из первых картин, где молодой Богарт играет главную роль, и он добивается максимально возможного результата, играя своего несимпатичного персонажа». Что же касается Энн Шеридан, то она «исполняет неблагодарную роль жены Форэна, где у неё нет никакой возможности раскрыть характер своего персонажа». Современный историк кино Майкл Костелло полагает, что «если не считать темы фильма, которая для своего времени была смелой и острой, это в своей основе стандартная мелодрама, сходная с гангстерскими картинами, которые Warner Bros в то время клепал десятками. И всё же Хамфри Богарт привносит в фильм заряд электричества, его неопределённо агрессивный тип личности отлично подходит на роль рассерженного синего воротничка. Когда его лишают повышения, в нём видна паранойя Фреда Си. Доббса (его персонажа в фильме „Сокровища Сьерра-Мадре“)». В заключение Костелло отметил, что «хотя раскрытие темы в фильме немного устарело, её основополагающий подход относительно того, как подобные („Чёрному легиону“) организации используют в своих интересах ненависть своих членов, остаётся верным».
Пол Татара отметил, что «рядовые поклонники Хамфри Богарта, наверное, знают, что в своих более ранних фильмах он часто играл плохих парней. Но они могут быть не готовы к откровенной мерзости криминальной мелодрамы „Чёрный легион“, которая беспощадна в своём рассказе о реальной организации, выступающей с позиции превосходства белых». По словам критика, «превращение Тэйлора в жестокого расиста шокирует, потому что оно по-настоящему пугает, и, возможно, что ещё более важно, потому что вы видите, как это происходит с Хамфри Богартом. Падение персонажа в конце концов приобретает всеохватывающий характер, и студия, что надо поставить ей это в заслугу, не стала добавлять неубедительный хэппи-энд. Это не был типичный эскапистский фильм своего времени». Как далее пишет Татара, «некоторые критики полагали, что этот фильм, наконец, превратит Богарта в крупную звезду, о чём прямо говорилось в рецензиях. Роль Фрэнка Тэйлора безусловно стала большим шагом от его обычно стандартных бандитских ролей, и он сыграл её харизматично и вдохновенно». Однако, по словам критика, «Warner Bros. была в то время слишком увлечена созданием чернушных жанровых фильмов, чтобы сосредоточиться на продвижении наверх ещё одной потенциальной звезды (продвижение актёрских карьер никогда не было сильной стороной студии, свидетельством чего была её легендарная неумелая работа с Бетт Дейвис и Джеймсом Кэгни, которые постоянно получали слабый материал даже после того, когда доказали свою звёздную мощь)». Но, по словам критика, «к сожалению, „Чёрный легион“, несмотря на всю силу своего драматического воздействия, признание критики и выдающуюся игру Богарта, продвигался также как и любой другой фильм на сборочном конвейере Warner Bros. В итоге, Богарт вырастет до суперзвёздного статуса лишь несколько лет спустя после того, как сыграет в „Высокой Сьерре“ (1941) Рауля Уолша, однако, и 66 лет спустя он остаётся иконой Америки».